# 안즐리 모힌드라
안즐리 모힌드라(Anjli Mohindra, 1990년 2월 20일 ~ )는 영국의 배우이다.